# ماكي دي روتي
ماكي دي روتي (باللغة البنجابية: ਮੱਕੀ ਦੀ ਰੋਟੀ(كتابة كرمكهي), (كتابة شاه مكهي), मक्की दी रोटी (كتابة ديوناكري) ),(باللغة الأردية: مکئی کی روٹی) هو خبز بنجابي مسطح، لا يوجد فيه أي مادة تخمير, ومصنوع من نشا الذرة. يؤكل بشكل أساسي في منطقة البنجاب من شبه القارة الهندية. يتم خبزه على المقلاة مثل أغلب الشاباتي في شبه القارة الهندية.
ماكي دي روتي تعني حرفياً «خبز الذرة» في اللغة البنجابية. عندما يصبح لون ماكي دي روتي أصفر، فيكون جاهزاً للتقديم.وله قوة تلاصق قليلة جدا مما يجعله صعب الالتصاق بالمقلاة.
بشكل عام، يتم صنع ماكي دي روتي خلال فصل الشتاء في البنجاب وغالباً ما يتم تقديمه مع ساج خاصةً (سارسو دا ساج, مثل أوراق الخردل الهندي المطبوخة), ماكهان( الزبدة), ومخيض اللبن[بحاجة لمصدر].وبالمثل في بنجاب وهيماجل, يتم أكله مع ساج (شاك في اللغة السنسكريتية, وتعني الخُـضار) و ماه (أوراد دال)[بحاجة لمصدر] أيضاً .